# Fredensborgs slott
Fredensborgs slott (danska: Fredensborg Slot) är ett kungligt slott i Fredensborg på norra Själland i Danmark.

## Bakgrund

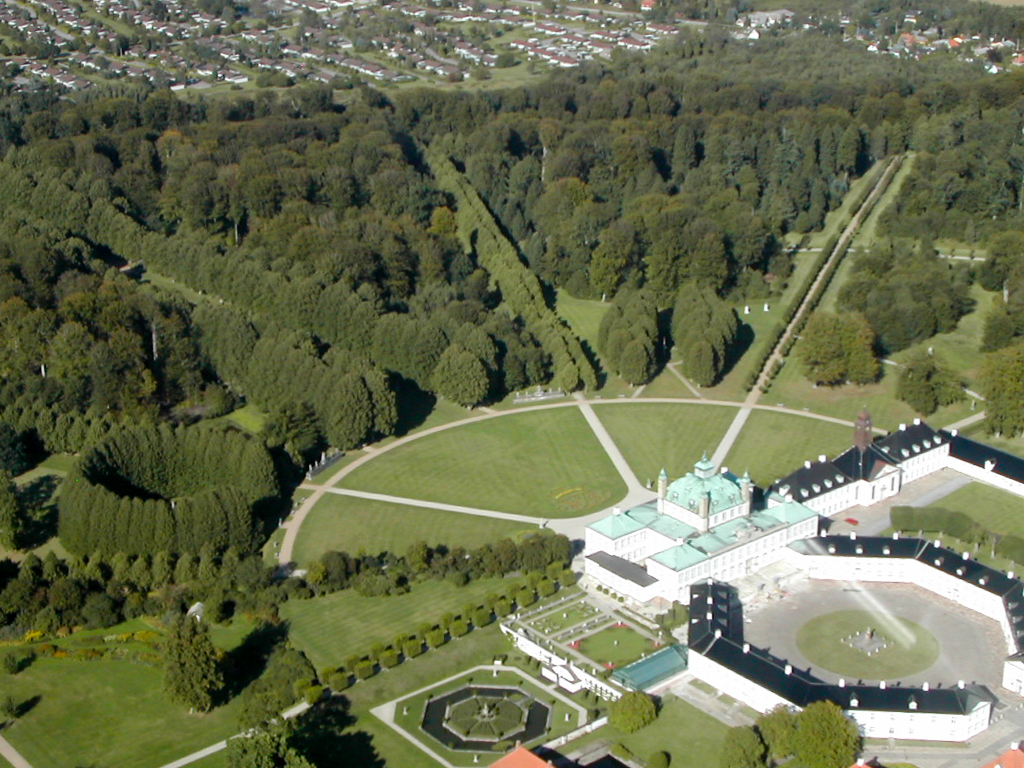
Flygbild över Fredensborgs slott och slottsträdgården.

Fredensborgs slott blev byggt som jaktslott för Fredrik IV av Danmark 1719. Slottet ritades av Johan Cornelius Krieger efter utkast av Nicodemus Tessin den yngre. Byggmästare var Marcantonio Pelli. Huvudslottet blev invigt 1722 och kyrkan 1726. Slottet utvidgades under 1700-talets andra hälft med nya flyglar av Nicolai Eigtved och Laurids de Thurah.
För den inre dekorationen stod konstnärer som Johan Mandelberg och Nicolai Abildgaard. Förutom den mindre, nu så kallade "Marmorhaven", tillkom en stor park i fransk stil, som sträckte sig nedåt sjön, med skulpturer av Johannes Wiedewelt med flera. Den förändrades senare till en mera fri engelsk park. Här finns även den så kallade "Nordmandsdalen", prydd med en rad statyer av J. G. Grund.
Efter drottning Juliane Maries död 1796 användes slottet sällan. Det var inte förrän kung Kristian IX fattade tycke för slottet på 1860-talet, som man började bebo det igen i längre perioder. Då samlade "Europas svärföräldrar" om somrarna sina barn och barnbarn, som kom från flera av Europas kungafamiljer och furstehus, på Fredensborg. 
Kung Fredrik IX bebodde det i perioder och drottning Ingrid använde delar av det som sitt residens som änka. Hon dog där år 2000. Drottning Margrethe II:s make, prins Henrik, somnade in på Fredensborgs slott 13 februari 2018.
Numer använder sig drottning Margrethe II av slottet tre månader om våren och tre månader om hösten. 
Slottskyrkan tillhör Asminderøds församling.